# Kamina flygplats
Kamina flygplats, ibland kallad Kamina-Ville för att skilja den från Kamina flygbas, är en statlig flygplats i staden Kamina i Kongo-Kinshasa. Den ligger i provinsen Haut-Lomami, i den södra delen av landet, 1 200 km öster om huvudstaden Kinshasa. Kamina flygplats ligger 1 080 meter över havet. IATA-koden är KMN och ICAO-koden FZSA. Kamina flygplats hade 140 starter och landningar, samtliga inrikes, med totalt 1 547 passagerare, 1 ton inkommande frakt och ingen utgående frakt 2014, men 2015, det senaste året för vilket statistik är tillgänglig, hade flygplatsen ingen trafik alls. Rullbanan är obelagd. Flygplatsbyggnaderna utgörs av två hangarer.